# Torre di Portixedda

La torre di Portixedda è un torrione di forma circolare situato all'incrocio tra le vie Mazzini, Garibaldi, Solferino, a Oristano. 

## Descrizione
Assieme alla Torre di Mariano II, la Torre di San Filippo e la Torre di San Marco è una delle 4 torri principali appartenenti alla cinta muraria di Oristano in epoca medievale.
I materiali utilizzati per la costruzione del torrione sono basalti, calcareniti e mattoni cotti. Il torrione si presenta a pianta circolare, costituito da uno zoccolo di base a sezione tronco conica fatto in blocchi di medie dimensioni.